# Сагиз (Кзылкогинский район)
Сагиз (каз. Сағыз) — село в Кзылкогинском районе Атырауской области Казахстана. Административный центр Сагизского сельского округа. Находится примерно в 108 км к юго-востоку от села Миялы. Код КАТО — 234853100.

## Население
В 1999 году население села составляло 6107 человек (3079 мужчин и 3028 женщин). По данным переписи 2009 года, в селе проживало 6530 человек (3232 мужчины и 3298 женщин).